# System (film 2015)
System (ang. Child 44) – amerykański dramat filmowy z 2015 roku, powstały na podstawie powieści o tym samym tytule autorstwa Toma Roba Smitha.

## Obsada
- Tom Hardy - kapitan Leo Demidov
- Noomi Rapace - Raisa Demidova
- Joel Kinnaman - Vasili Nikitin
- Gary Oldman - generał Nesterov
- Vincent Cassel - major Kuzmin
- Jason Clarke - Anatoly Brodsky
- Paddy Considine - Vladimir Malevich
- Josef Altin - Alexander
- Sam Spruell - doktor Tyapkin
- Ned Dennehy - Koroner
- Fares Fares - Alexei Andreyev
- Nikolaj Lie Kaas - Ivan Sukov
- Mark Lewis Jones - Tortoise
- Charles Dance - major Grachev
- Tara Fitzgerald - Inessa Nesterova
- Samuel Buttery - Varlan Babinic
- Agnieszka Grochowska - Nina Andreeva

## Odbiór

### Box office
Budżet filmu jest szacowany na 50 milionów dolarów. W Stanach Zjednoczonych i w Kanadzie film zarobił 1,2 mln USD. W innych krajach przychody również wyniosły 11,7 mln, a łączny przychód 12,9 mln dolarów.

### Krytyka w mediach
Film spotkał się z mieszaną reakcją krytyków. W serwisie Rotten Tomatoes 27% ze 82 recenzji jest pozytywne, a średnia ocen wyniosła 4,82/10. Na portalu Metacritic średnia ocen z 25 recenzji wyniosła 41 punktów na 100.